# Adriana Birolli
Adriana Birolli Ferreira (Curitiba, 20 de novembro de 1986) é uma atriz brasileira.

## Carreira
Começou fazendo cursos de teatro infantil em Curitiba com oito anos de idade. Com dezesseis anos tirou o registro profissional de atriz, o DRT, no Paraná. Em 2007, saiu de sua cidade, para o Rio de Janeiro cursar a Oficina de Atores da Globo por quatro meses, mas a atriz acabou permanecendo por quase dois anos. Em 2008, interpretou a maluquinha Viviane, que tinha um namoro escondido dos pais com Anderson (Paulo Vilela), na novela Beleza Pura. No mesmo ano, Adriana se inscreveu no teste para Viver a Vida, de Maneco, e acabou conquistando o papel da Isabel, uma jovem invejosa e mimada, a grande vilã da trama. Em sua estreia na TV, a atriz contracenou com os atores José Mayer e Lilia Cabral.
Pela interpretação de Isabel, Birolli conquistou o prêmio de atriz revelação no Melhores do Ano, do programa Domingão do Faustão da revista Contigo. A segunda novela de destaque foi Fina Estampa, de Aguinaldo Silva, que Adriana deixou a imagem ruim da personagem Isabel da novela Viver a Vida e passa a viver Patrícia, uma jovem amorosa e sensível. A personagem da atriz era filha de Teresa Cristina, papel de Christiane Torloni, e fazia par romântico com Antenor, interpretado por Caio Castro.
Em 2014, após um período dedicada a viagens pelo país com a peça Manual Prático da Mulher Desesperada, com direção de Ruiz Bellenda. Volta à TV na novela Império, de Aguinaldo Silva, no horário nobre. Na trama, ela interpreta Maria Marta na primeira fase, papel de Lilia Cabral, mais jovem. E na segunda fase interpreta Amanda. Em 2015 integra o elenco da novela Totalmente Demais, na pele da jornalista fofoqueira Lorena Domingos. Em 2017, depois de sete anos na Rede Globo, assina contrato com a Rede Record para integrar o elenco da próxima novela da emissora, Belaventura, para o horário das 19:30 na pele da princesa Lizabeta. Em 2018, interpreta Cívia na novela Jesus.

### Controvérsias
Em 2010, durante entrevista no Programa do Jô, Adriana declarou que havia sido escoteira na infância e que uma uma das missões era de sobrevivência na selva, no qual o grupo de crianças precisava matar uma galinha e um coelho para alimentar-se, algo similar ao que acontece no treinamento para comissário de bordo. A Agência de Notícias de Direitos Animais (ANDA) emitiou uma nota contra as declarações da atriz, o apresentador por abrir espaço para este tipo de conversa e as agências de escoteirismo por fazerem crianças passarem por eventos de crueldade.

## Filmografia

### Televisão
| Ano  | Título                  | Personagem                               | Notas                       |
| ---- | ----------------------- | ---------------------------------------- | --------------------------- |
| 2006 | Cilada                  | Andréa                                   | Episódio: "Churrascaria"    |
| 2007 | Toma Lá, Dá Cá          | Menina na festa                          | Episódio: "O Y do Problema" |
| 2008 | Faça Sua História       | Passageira                               | Episódio: "O Sósia"         |
| 2008 | Beleza Pura             | Viviane Gomes                            | Episódio: "12 de setembro"  |
| 2009 | Viver a Vida            | Isabel Saldanha Ribeiro                  |                             |
| 2011 | Fina Estampa            | Patrícia Siqueira Velmont                |                             |
| 2012 | Super Chef Celebridades | Participante                             | Temporada 1                 |
| 2014 | Império                 | Maria Marta (jovem)                      | Episódios: "21–24 de julho" |
| 2014 | Império                 | Amanda de Mendonça e Albuquerque         |                             |
| 2015 | Tomara que Caia         | Bela Adormecida                          | Episódio: "Erra uma Vez"    |
| 2015 | Vai Que Cola            | Mona                                     | Episódio: "A Exdinando"     |
| 2015 | Totalmente Demais       | Lorena Domingos                          |                             |
| 2017 | Belaventura             | Princesa Lizabeta Montebelo e Luxemburgo |                             |
| 2019 | Jezabel                 | Aisha, Lady-Consorte de Israel           |                             |

### Cinema
| Ano  | Título                   | Personagem |
| ---- | ------------------------ | ---------- |
| 2021 | Lucicreide Vai pra Marte | Luana      |
| 2022 | Me Tira da Mira          | Patrícia   |

## Teatro
| Ano       | Título                                                | Personagem      |
| --------- | ----------------------------------------------------- | --------------- |
| 1995      | O Teimosinho e o Mandão                               | Narradora       |
| 1996–1998 | Duas Histórias - A Triste História da Tartaruaga Filó | Teca            |
| 2000      | Oh! Grande Zeus                                       | Lorenza Miller  |
| 2001      | Lá no Cabaret                                         | Lisa            |
| 2002      | O Despertar da Primavera                              | Wendla Bergman  |
| 2002      | O Portal Encantado                                    | Wendy           |
| 2002      | Dançando por amor                                     | Vanessa         |
| 2003      | Canastras                                             | Stanley         |
| 2003      | O Teatro dos Vampiros                                 | Mina            |
| 2004      | Dorothy Parker Portátil                               | Adriana         |
| 2004      | Comédia na Madrugada                                  | Dorothy Parker  |
| 2005      | Oscar Wilde me Disse                                  | Adriana         |
| 2005      | Assassinatos em Série                                 | Rebbeca Almeida |
| 2006–2016 | Manual Prático da Mulher Desesperada                  | Alice           |
| 2007–2008 | Sou Ator mas não sou Gay                              | Liege Sirkis    |
| 2010      | A República em Laguna                                 | Anita Garibaldi |
| 2017      | Paixão de Cristo                                      | Maria Madalena  |
| 2025      | Paixão de Cristo de Pacatuba - CE                     | Maria           |

## Prêmiose indicações
| Ano  | Prêmio                        | Indicação                   | Trabalho                             | Resultado | Ref.   |
| ---- | ----------------------------- | --------------------------- | ------------------------------------ | --------- | ------ |
| 2006 | Troféu Gralha Azul            | Melhor Atriz                | Manual Prático da Mulher Desesperada | Venceu    |        |
| 2009 | Melhores do Ano               | Atriz Revelação             | Viver a Vida                         | Venceu    |        |
| 2010 | Prêmio Contigo! de TV         | Revelação da TV             | Viver a Vida                         | Venceu    |        |
| 2010 | Prêmio Qualidade Brasil       | Melhor Atriz (Revelação)    | Viver a Vida                         | Indicado  |        |
| 2010 | Prêmio Quem de Televisão      | Melhor Revelação            | Viver a Vida                         | Venceu    | [ 16 ] |
| 2010 | Troféu Super Cap de Ouro      | Atriz Revelação             | Viver a Vida                         | Venceu    |        |
| 2012 | Prêmio Jovem Brasileiro       | Melhor Atriz                | Fina Estampa                         | Venceu    |        |
| 2012 | Troféu Top of Business        | Destaque do Ano - Televisão | Fina Estampa                         | Venceu    | [ 17 ] |
| 2015 | Prêmio Contigo! de TV         | Melhor Atriz Coadjuvante    | Império                              | Indicado  |        |
| 2022 | Festival SESC Melhores Filmes | Melhor Atriz Nacional       | Lucicreide Vai pra Marte             | Indicado  |        |